# Adrián Pulido Pareja

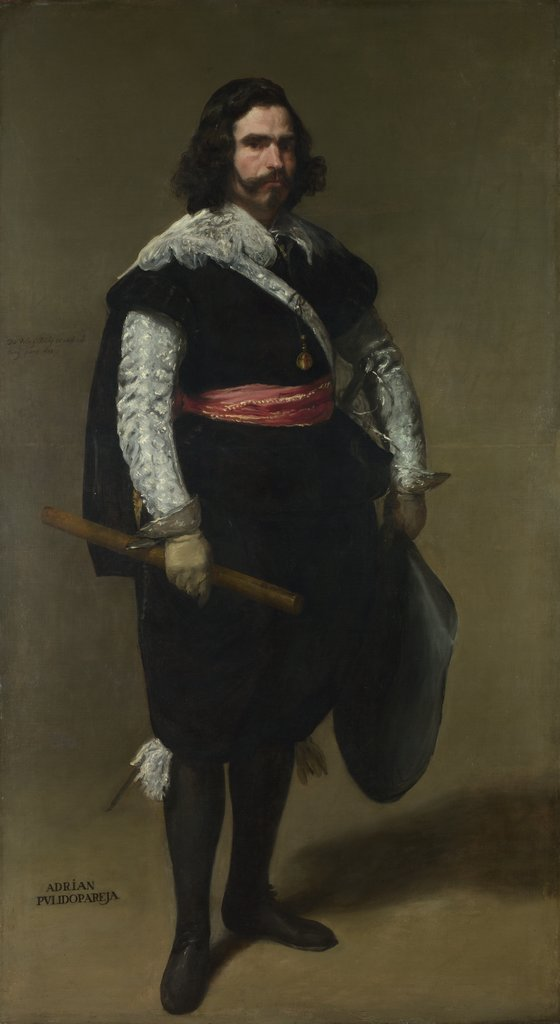
Don Adrián Pulido Pareja, hacia 1647, retrato atribuido a Juan Bautista Martínez del Mazo, Londres, National Gallery.

Adrián Pulido Pareja (Madrid, 1606-Veracruz, 6 de noviembre de 1660), caballero de la Orden de Santiago, capitán general de la flota de Nueva España.
Natural de Madrid, hijo de José Pulido Pareja y de Ana Ramírez, vecinos de Madrid; estuvo casado con Francisca Fernández Zorrilla, vecina de Madrid, hija de Matías Fernández Zorrilla, secretario real, y de Prudencia Barruelo y Cabrera; fueron sus hijos: Adrián Pulido Pareja, Prudencia Pulido Pareja y Francisca Pulido Pareja. Difunto en Veracruz, abintestato. Ante el Consejo de Indias reclamaron la herencia su mujer y sus hijos, a los que se les reconoce que Adrián Pulido Pareja fue general de la flota que en 1660 partió a Nueva España, habiendo servido en dicho puesto doce meses y medio, desde el 22 de octubre de 1659 hasta el 6 de noviembre de 1660 en que murió, lo que, a razón de 200 ducados de sueldo al mes, importaba 2500 reales de plata. De sus testificaciones para ser admitido caballero de la Orden de Santiago en 1647 se desprendería que nació en Madrid en 1606, hijo de José Pulido Pareja, natural de Olías en Toledo, que luchó contra los franceses en la batalla de Fuenterrabía en 1638 y que en Cádiz, en 1640, se enfrentó a la flota del marqués de Brezé, además de asistir al combate naval de Cabo de San Vicente en 1641, que enfrentó a las flotas española y holandesa. En Cádiz, dice Fernández Duro, salvó a la capitana de la flota, alcanzada por un brulote y en llamas, lanzándole una cadena de arrastre. Recibió el hábito de la Orden de Santiago el 12 de febrero de 1647.
Fue retratado por Velázquez en 1639. En su generalmente bien informada biografía del sevillano Antonio Palomino escribió de ese retrato:

El año de 1639 hizo el retrato de Don Adrián Pulido Pareja, natural de Madrid, Caballero de la Orden de Santiago, Capitán general de la Armada, y Flota de Nueva España, que estuvo aquí en aquella sazón a diferentes pretensiones de su empleo con Su Majestad. Es del natural este retrato y de los muy celebrados, que pintó Velázquez, y por tal puso su nombre, cosa, que usó rara vez: hízole con pinceles, y brochas, que tenía de asta largas, de que usaba algunas veces, para pintar con mayor diligencia y valentía; de suerte, que de cerca no se comprendía, y de lejos es un milagro; la firma es en esta forma:
Didacus Velazquez fecit,
Philip IV
a cubiculo, eiusque Pictor,
anno 1639
Aseguran, que estando acabado este retrato, pintando Velázquez en Palacio, y teniéndolo puesto hacia donde había poco luz, bajó el Rey (como solía, a ver pintar a Velázquez) y reparando en el retrato (juzgando ser el mismo natural) le dijo con extrañeza: Qué ¿todavía estáis aquí? ¿No te he despachado ya? ¿Cómo no te vas? Hasta que extrañado, que no le hacía la justa reverencia, ni respondía, conociendo ser el retrato; volvió Su Majestad a Velázquez (que modestamente disimulaba) diciendo: Os aseguro que me engañé. Está hoy este peregrino retrato en poder del excelentísimo señor Duque de Arcos.

Dejando al margen el relato anecdótico de la visita del rey, la noticia proporcionada por Palomino, interesante también por la información que proporciona relativa al modo de trabajar de Velázquez, no se ha puesto en duda, pero el retrato, alguna vez identificado con el ahora conservado en la National Gallery de Londres, se considera generalmente perdido. Desde que Aureliano Beruete rechazase la autoría velazqueña del lienzo londinense, ha sido atribuido, por el mismo Beruete, a Juan Bautista Martínez del Mazo, atribución aceptada, entre otros, por August L. Mayer, presumiendo que pudiera tratarse de una copia del original citado por Palomino, con la exageración característica que advertía en las imitaciones de las obras de Velázquez hechas por Mazo. José López-Rey, dando por perdido el original velazqueño, consideró convincente la atribución a Mazo del cuadro de Londres y retrasaba su ejecución a después de 1647, fecha del ingreso de Pulido Pareja en la Orden de Santiago, pues no creía que la venera que luce sobre el pecho pudiera tratarse de un añadido posterior. Beruete, por otra parte, presentó en 1916 como el original velazqueño un retrato existente en la colección del duque de Bedfor, en el que, a diferencia del ejemplar del museo de Londres, la figura, sensiblemente idéntica, no se recorta ya sobre un fondo neutro sino que se coloca delante de una cortina con una abertura a una marina y sobre el pecho lleva bordada una gran cruz de Santiago, en lugar de la medalla o venera de la versión de la National Gallery; lleva, además, una inscripción póstuma que dice «Adrián Pulido Pareja Capitán General de la Armada y Flota de Nueva España, falleció en la Ciudad de Nueva Vera Cruz 1664». La propuesta de Beruete no ha sido atendida por la crítica, que ve en el óleo del duque de Bedford una imitación del retrato de Londres, que para Mayer pudiera ser de Juan de Pareja. También a Juan de Pareja atribuyó Allendesalazar el lienzo de Londres y a Tomás de Aguiar María del Mar Doval. Considerado en el museo como posiblemente de Juan Bautista Martínez del Mazo, últimamente se ha reivindicado también la devolución de la autoría a Velázquez.